# Dorsa di Plutone
Segue una lista dei dorsa presenti sulla superficie di Plutone. La nomenclatura di Plutone è regolata dall'Unione Astronomica Internazionale; la lista contiene solo formazioni esogeologiche ufficialmente riconosciute da tale istituzione.
I dorsa di Plutone portano i nomi di luoghi o personaggi connessi con l'oltretomba in varie culture.

## Prospetto
| Dorsum         | Eponimo                                                                 | Latitudine | Longitudine | Diametro |
| -------------- | ----------------------------------------------------------------------- | ---------- | ----------- | -------- |
| Tartarus Dorsa | Tartaro - Il più profondo dei luoghi sotterranei della mitologia greca. | 8,5° N     | 233,09° E   | 851 km   |